# 護聖院宮
護聖院宮（ごしょういんのみや）は、日本の皇室における宮家の一つ。室町時代に存在した。

## 概要
旧南朝系の世襲宮家の一つ。後村上天皇の皇子で、後亀山天皇の東宮（皇太弟）であった某親王を家祖とするが、近年の研究ではこれを惟成親王に比定する説が有力である。南北朝合一の後、皇位回復を目指して反幕姿勢を崩さなかった小倉宮家とは対照的に、概ね幕府体制に順応的な態度を取っていた。
宮号は、比叡山延暦寺の有力坊院である護正院（護聖院）に隠棲していたことに由来すると考えられている。同院は建武期から梶井門跡の筆頭門徒として室町幕府の政治的・軍事的な信頼が厚かったため、幕府が敵対を懸念する南朝皇族を託す先として適当だったらしい。「護聖院」の表記には、護正院・護生院・護性院・五常院などの字が宛てられることもある。

## 系図
|  |  |  |  |                         |                         |                         |                         |                         |                         |  |  |                                     |                                     |                                     |                                     |                                     |                                     |  |  |                                |                                |                                |                                |                                |                                |  |  |                 |                 |                 |                 |                 |                 |  |  |                             |                             |                             |                             |                             |                             |  |  |  |  |  |  |  |  |  |  |  |  |  |  |  |  |  |  |
|  |  |  |  |                         |                         |                         |                         |                         |                         |  |  | 97代天皇 後村上天皇                 |                                     |                                     |                                     |                                     |                                     |  |  |                                |                                |                                |                                |                                |                                |  |  |                 |                 |                 |                 |                 |                 |  |  |                             |                             |                             |                             |                             |                             |  |  |  |  |  |  |  |  |  |  |  |  |  |  |  |  |  |  |
|  |  |  |  |                         |                         |                         |                         |                         |                         |  |  |                                     |                                     |                                     |                                     |                                     |                                     |  |  |                                |                                |                                |                                |                                |                                |  |  |                 |                 |                 |                 |                 |                 |  |  |                             |                             |                             |                             |                             |                             |  |  |  |  |  |  |  |  |  |  |  |  |  |  |  |  |  |  |
|  |  |  |  |                         |                         |                         |                         |                         |                         |  |  | 初代護聖院宮 惟成親王               |                                     |                                     |                                     |                                     |                                     |  |  |                                |                                |                                |                                |                                |                                |  |  |                 |                 |                 |                 |                 |                 |  |  |                             |                             |                             |                             |                             |                             |  |  |  |  |  |  |  |  |  |  |  |  |  |  |  |  |  |  |
|  |  |  |  |                         |                         |                         |                         |                         |                         |  |  |                                     |                                     |                                     |                                     |                                     |                                     |  |  |                                |                                |                                |                                |                                |                                |  |  |                 |                 |                 |                 |                 |                 |  |  |                             |                             |                             |                             |                             |                             |  |  |  |  |  |  |  |  |  |  |  |  |  |  |  |  |  |  |
|  |  |  |  |                         |                         |                         |                         |                         |                         |  |  |                                     |                                     |                                     |                                     |                                     |                                     |  |  |                                |                                |                                |                                |                                |                                |  |  |                 |                 |                 |                 |                 |                 |  |  |                             |                             |                             |                             |                             |                             |  |  |  |  |  |  |  |  |  |  |  |  |  |  |  |  |  |  |
|  |  |  |  | 成仁王 （醍醐寺地蔵院） | 成仁王 （醍醐寺地蔵院） | 成仁王 （醍醐寺地蔵院） | 成仁王 （醍醐寺地蔵院） | 成仁王 （醍醐寺地蔵院） | 成仁王 （醍醐寺地蔵院） |  |  | 2代護聖院宮 世明王                  | 2代護聖院宮 世明王                  | 2代護聖院宮 世明王                  | 2代護聖院宮 世明王                  | 2代護聖院宮 世明王                  | 2代護聖院宮 世明王                  |  |  | 円悟 （円満院）                | 円悟 （円満院）                | 円悟 （円満院）                | 円悟 （円満院）                | 円悟 （円満院）                | 円悟 （円満院）                |  |  | 円胤 （円満院） | 円胤 （円満院） | 円胤 （円満院） | 円胤 （円満院） | 円胤 （円満院） | 円胤 （円満院） |  |  | 恵林寺比丘尼 （景愛寺長老） | 恵林寺比丘尼 （景愛寺長老） | 恵林寺比丘尼 （景愛寺長老） | 恵林寺比丘尼 （景愛寺長老） | 恵林寺比丘尼 （景愛寺長老） | 恵林寺比丘尼 （景愛寺長老） |  |  |  |  |  |  |  |  |  |  |  |  |  |  |  |  |  |  |
|  |  |  |  | 成仁王 （醍醐寺地蔵院） | 成仁王 （醍醐寺地蔵院） | 成仁王 （醍醐寺地蔵院） | 成仁王 （醍醐寺地蔵院） | 成仁王 （醍醐寺地蔵院） | 成仁王 （醍醐寺地蔵院） |  |  | 2代護聖院宮 世明王                  | 2代護聖院宮 世明王                  | 2代護聖院宮 世明王                  | 2代護聖院宮 世明王                  | 2代護聖院宮 世明王                  | 2代護聖院宮 世明王                  |  |  | 円悟 （円満院）                | 円悟 （円満院）                | 円悟 （円満院）                | 円悟 （円満院）                | 円悟 （円満院）                | 円悟 （円満院）                |  |  | 円胤 （円満院） | 円胤 （円満院） | 円胤 （円満院） | 円胤 （円満院） | 円胤 （円満院） | 円胤 （円満院） |  |  | 恵林寺比丘尼 （景愛寺長老） | 恵林寺比丘尼 （景愛寺長老） | 恵林寺比丘尼 （景愛寺長老） | 恵林寺比丘尼 （景愛寺長老） | 恵林寺比丘尼 （景愛寺長老） | 恵林寺比丘尼 （景愛寺長老） |  |  |  |  |  |  |  |  |  |  |  |  |  |  |  |  |  |  |
|  |  |  |  |                         |                         |                         |                         |                         |                         |  |  |                                     |                                     |                                     |                                     |                                     |                                     |  |  |                                |                                |                                |                                |                                |                                |  |  |                 |                 |                 |                 |                 |                 |  |  |                             |                             |                             |                             |                             |                             |  |  |  |  |  |  |  |  |  |  |  |  |  |  |  |  |  |  |
|  |  |  |  |                         |                         |                         |                         |                         |                         |  |  | 3代護聖院宮 通蔵主 （相国寺常徳院） | 3代護聖院宮 通蔵主 （相国寺常徳院） | 3代護聖院宮 通蔵主 （相国寺常徳院） | 3代護聖院宮 通蔵主 （相国寺常徳院） | 3代護聖院宮 通蔵主 （相国寺常徳院） | 3代護聖院宮 通蔵主 （相国寺常徳院） |  |  | 金蔵主 （万寿寺/相国寺鹿苑院） | 金蔵主 （万寿寺/相国寺鹿苑院） | 金蔵主 （万寿寺/相国寺鹿苑院） | 金蔵主 （万寿寺/相国寺鹿苑院） | 金蔵主 （万寿寺/相国寺鹿苑院） | 金蔵主 （万寿寺/相国寺鹿苑院） |  |  |                 |                 |                 |                 |                 |                 |  |  |                             |                             |                             |                             |                             |                             |  |  |  |  |  |  |  |  |  |  |  |  |  |  |  |  |  |  |

## 歴代当主

### 惟成親王
後村上天皇の皇子にして、後亀山天皇の東宮（皇太弟）。母は二条師基の猶子の嘉喜門院か（『満済准后日記』永享3年10月28日条）。立太子の時期は明らかでない。元中9年/明徳3年（1392年）10月後亀山天皇が将軍足利義満の提示した講和条件（明徳の和約）を受諾したため、親王は天皇に同行して入洛し、閏10月5日の神器渡御に伴い東宮位を辞退。ただ、和約の一両統迭立の条件が結局幕府によって破られたため、事実上の廃太子と言えよう。明徳5年（1394年）2月後亀山とともに天龍寺で初めて足利義満を引見したが、その出御の儀は御幸始の体裁を擬していたという。当時はまだ「護聖院宮」と呼ばれていないので、宮家の創設はこれ以降である。
南朝皇胤は残存史料の少なさゆえに諱（実名）すら判明しないことがあるが、護聖院宮家の初代親王もその例外ではない。この問題について、旧来の通説では、江戸時代に作成された南朝系図を根拠として、説成親王（上野宮）に比定されることが多かった。しかし近年の研究では、『看聞日記』における護聖院宮と上野宮とが明確に区別されていることから、両者は別人であることが森茂暁によって指摘され、さらに、『吉田家日次記（兼敦朝臣記）』応永5年（1398年）9月29日条に「法皇・護聖院殿法皇御舎弟、於南朝春宮・帥宮同御舎弟」とあることを発見した小川剛生によって、「護聖院殿」は後亀山の皇太弟にして泰成親王（帥宮）の兄に当たる惟成親王であろうとの推測がなされた。惟成は応永10年（1403年）頃以前に出家・隠棲したとみられるので、この頃には既に子の世明王が護聖院宮家を継いでいたと考えねばならない。

### 世明王
初代親王の子。世明宮とも。程なくして出家した父の跡を継いで、実質的に宮家の当主として行動したのは、この世明王であったらしい。応永19年（1412年）正月新年参賀のために幕府御所へ赴き、応永21年（1414年）4月の義満七回忌には玉川宮（長慶天皇の皇子）とともに供物を、応永27年（1420年）5月の義満十三回忌には後亀山法皇とともに供物を献じた。応永30年（1423年）2月には前円満院宮（円悟か）との確執から刃傷に及び、宮を殺害して自らも負傷するという一件が起こったが、これについて、村田正志は「当時における皇位継承に関する御意見の相違に基づくものであつたか」と憶測している。正長2年（1429年）3月足利義教の将軍宣下には使者阿野実治をしてこれを賀し、その際万里小路時房から当時出奔していた小倉宮聖承の動向について尋ねられたが、阿野実治は承知していないと答えた。なお、同年8月と永享2年（1430年）7月の足利義教右大将拝賀には同じく阿野実治をして太刀を進上している。永享2年（1430年）2月には小倉宮聖承の帰洛が現実味を増して、その料所（領地）が問題となった際、護聖院宮が既にこれを領していたために替地がなかったという。永享3年（1431年）11月には自ら将軍足利義教の許へ参向し、宮笥・馬1疋・太刀・折紙を進上した。永享5年（1433年）4月に卒去。

### 通蔵主
世明王の子には、後に通蔵主・金蔵主と呼ばれる2人がいたが、どちらが兄でどちらが弟であるかは不明である。金蔵主は応永18年（1411年）に誕生し、永享元年（1429年）9月に万寿院に入室したとされるが、彼は通蔵主とともに相国寺に入れられたとする史料もあり詳細は不明。ここでは宮家を継いだと考えられる通蔵主に関して説明する。
諱は不詳。永享元年（1429年）に生まれる。永享5年（1433年）父の卒去後にわずか5歳で当主を継いだが、6月に将軍足利義教から阿野実治に対して、護聖院宮を臣籍降下させる件についての下問があり、7月に阿野実治は護聖院宮が後亀山法皇・小倉宮とは違って未だ反幕行為のないことを理由に受け入れ難いと返答している。
ところが、永享6年（1434年）足利義教が「南方御一流、断絶さるべし」（『看聞日記』）と一転して南朝根絶の方針を打ち出したために、8月に相国寺喝食として入室させられた上、宮家の遺跡は相続を禁じられて没収となり、ここに護聖院宮家は断絶するに至った。この方針転換のきっかけとして、世明王が卒したこともあろうが、より直接的には、鎌倉公方の反幕行為や大和永享の乱などの頻発する騒乱を背景に、反乱軍のシンボルとなり得る南朝皇胤の存在を幕府が危惧したことにあると思われる。

### その後
幕府との良好な関係に努めていた護聖院宮も、上から一方的に取り潰されては、反幕姿勢に転じざるを得なかった。しかして、幼将軍義勝亡き後の嘉吉3年（1443年）9月、通蔵主日野有光ら後南朝勢が金蔵主を王に奉じて内裏に乱入し、神璽・神剣を奪取して比叡山に立て籠る事件が起きた。これが世に言う禁闕の変である。幕府は朝廷に要請して「朝敵を討て」との内容の綸旨を山門宛てに遣わし、衆徒を自陣へ引き込むことに成功する。結果として、後南朝勢は山門からの支援を受けることが出来ないまま、金蔵主・有光らは比叡山で討死し、通蔵主は生け捕られて四国へ流罪となるも、配所へ移送中の10月4日に摂津太田の辺で殺害された。享年15。
文安4年（1447年）12月には世明王の弟とみられる円胤（既に還俗していた）が紀伊国北山（和歌山県北山村）で挙兵したが、伊勢楠木氏の楠木正理と共に（『全休庵楠系図』）、同国守護畠山持国の部下によって討ち取られている。この事件を最後として、護聖院宮家係累の人物は史料の上から完全に姿を消し、やがて南朝皇胤による皇位回復の夢も潰えることとなった。